# Kamorysta
Kamorysta (wł. Il camorrista) – włoski dramat biograficzno-kryminalny z 1986 roku w reżyserii Giuseppe Tornatore, będący jego pełnometrażowym debiutem. Ekranizacja powieści autorstwa Giuseppe Marrazza.

## Obsada
- Ben Gazzara - Profesor
- Laura del Sol - Rosaria
- Lino Troisi - O' Malacarne
- Leo Gullotta - Jervolino
- Nicola Di Pinto - Alfredo
- Maria Carta - matka
- Luciano Bartoli - Ciro Perrella
- Franco Interlenghi - Don Saverio
- Marzio Honorato - Salvatore
- Anita Zagaria - Anna

## Produkcja
Zdjęcia kręcono w następujących lokacjach według regionów: 
- Kampania (Neapol, Pozzuoli, Procida, Bacoli, Boscotrecase);
- Lacjum (Rzym, Tolfa, Civitavecchia, Arsoli; Nepi w prowincji Viterbo)[1].

## Opinie o filmie
- Kultura (dodatek do Dziennika Polska-Europa-Świat)[2]

Giuseppe Tornatore na podstawie życiorysu Raffaele Cutola o klęsce szlachetnej mafijnej utopii. Z głową, wyczuciem i bogatym tłem.